# Wiesław Lipko
Wiesław Lipko (ur. 6 grudnia 1927 w Przemyślu, zm. 26 maja 2005 w m. Komarów-Osada) – polski lekarz, senator I kadencji.

## Życiorys
W czasie wojny kształcił się w szkole handlowej oraz na tajnych kompletach licealnych. Służył jako łącznik oddziału Armii Krajowej w okolicach Hrubieszowa. W 1947 ukończył Liceum Ogólnokształcące im. Stanisława Staszica w Hrubieszowie, w latach 1947–1952 studiował na Wydziale Lekarskim Uniwersytetu Marii Curie-Skłodowskiej w Lublinie oraz na wydzielonej z tego wydziału Akademii Medycznej, uzyskując w 1952 dyplom lekarza medycyny. Pracował zawodowo w I Klinice Chirurgicznej w Lublinie, a po odbyciu służby wojskowej od 1955 w ośrodku zdrowia w Komarowie w województwie zamojskim. Specjalizował się w medycynie ogólnej.
Od 1980 działał w „Solidarności”. Organizował struktury podziemne związku (a także rolniczej „Solidarności”) po wprowadzeniu stanu wojennego. Był redaktorem „Informatora Ziemi Zamojskiej”. W 1985 został tymczasowo aresztowany za działalność opozycyjną. Skazano go w procesie politycznym na 1 rok i 8 miesięcy pozbawienia wolności, a zwolniono po 4 miesiącach ze względu na stan zdrowia. Nie mógł powrócić do wykonywania obowiązków zawodowych w ośrodku zdrowia w Komarowie do 1989.
W czerwcu 1989 został wybrany z ramienia Komitetu Obywatelskiego do Senatu I kadencji. Reprezentował województwo zamojskie. Zasiadał w Komisjach Polityki Społecznej i Zdrowia, Gospodarki Narodowej oraz Praw Człowieka i Praworządności. W 1991 wycofał się z polityki.
Był żonaty z Jolantą, z którą miał trzech synów. Pochowany w Komarowie.

## Odznaczenia
W 2009, za wybitne zasługi w działalności na rzecz przemian demokratycznych w Polsce, za osiągnięcia w podejmowanej z pożytkiem dla kraju pracy zawodowej i społecznej, został pośmiertnie odznaczony Krzyżem Oficerskim Orderu Odrodzenia Polski.